# Troika Games
Troika Games fue una compañía desarrolladora de videojuegos estadounidense cofundada por Jason Anderson, Tim Cain y Leonard Boyarsky. La compañía se centró en videojuegos de rol entre 1998 y 2005, conocida por desarrollar Arcanum: Of Steamworks and Magick Obscura y Vampire: The Masquerade - Bloodlines.

## Historia

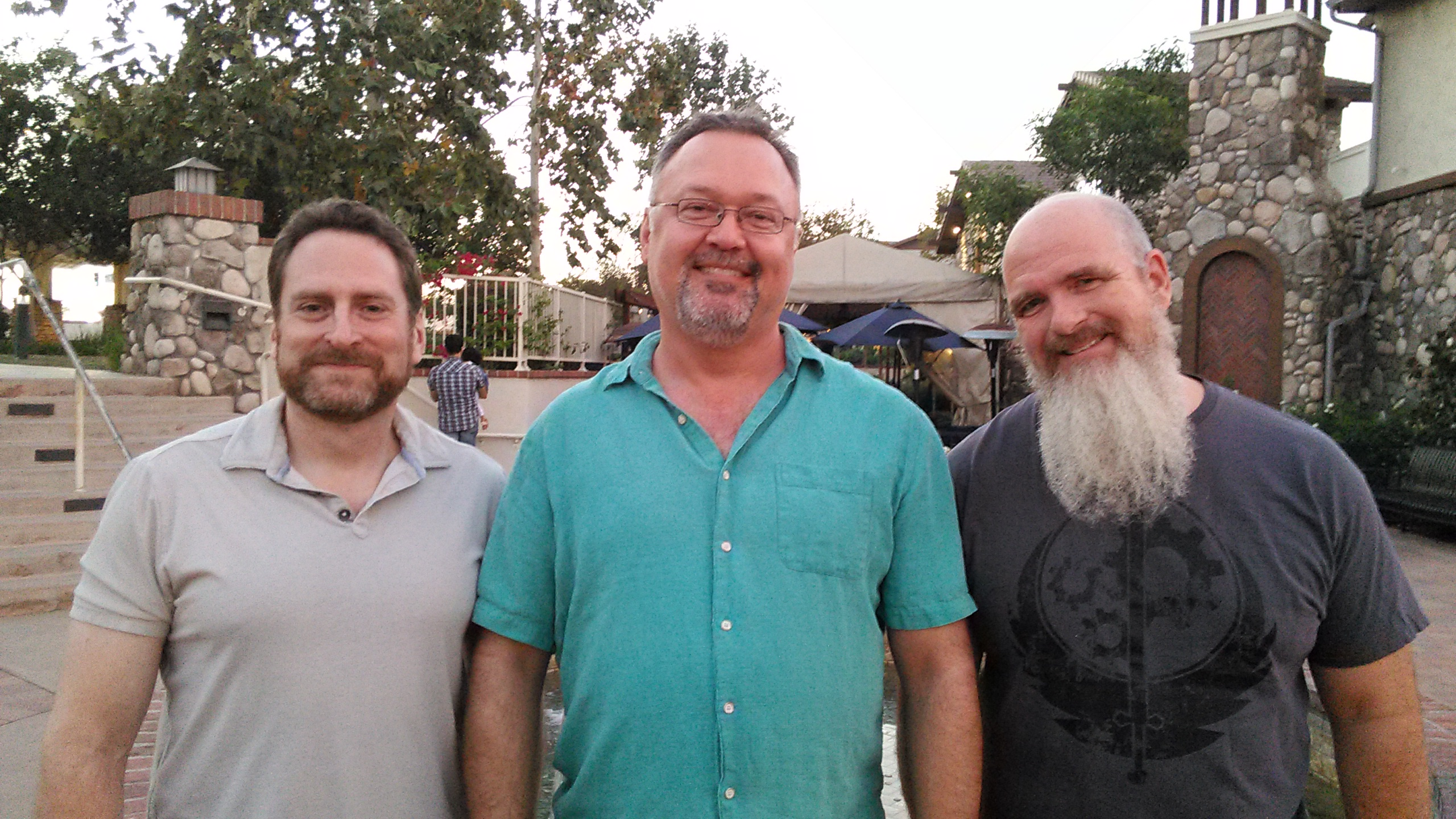
Los fundadores de Troika Leonard Boyarsky, Tim Cain y Jason Anderson en 2017

En 1997, Tim Cain, Leonard Boyarsky y Jason Anderson estaban trabajando en la secuela de Fallout en Interplay. Al finalizar el diseño inicial de Fallout 2, no pudieron llegar a un acuerdo con Interplay sobre la futuro del equipo. Decidieron dejar Interplay para formar una empresa que se parecía más a la antigua Interplay, produciendo videojuegos de rol para PC en 1997. Formaron su compañía el 1 de abril de 1998, llamando a su nueva compañía Troika Games (una palabra rusa "Тройка" que significa "tres de cualquier tipo"), ya que eran los tres desarrolladores clave detrás del aclamado Fallout. Inicialmente planearon hacer juegos exclusivamente para un distribuidor (Sierra Entertainment), pero cada juego fue publicado por una compañía diferente. Después de no poder obtener fondos para futuros proyectos, se vieron obligados a despedir a su personal a fines de 2004 y terminaron sus operaciones el 24 de febrero de 2005.

## Juegos
En 1998, Troika comenzó el diseño inicial de un videojuego de rol de fantasía  steampunk llamado Arcanum: Of Steamworks and Magick Obscura y convenció a Sierra Entertainment para que lo publicara. El juego se lanzó el 21 de agosto de 2001. Si bien fue criticado por algunos detalles y tener un pobre motor de combate, recibió en general críticas favorables con un promedio de 81% en Metacritic. Con 234,000 unidades vendidas, es el juego más vendido de Troika. En 2016 se lanzó en Steam, donde, hasta marzo del 2017, tiene más de 95,000 copias vendidas.
Después del lanzamiento de Arcanum en 2001, dos equipos comenzaron a trabajar en dos juegos separados. Un equipo creó The Temple of Elemental Evil para Atari , que se lanzó el 26 de septiembre de 2003. Fue elogiado por la buena implementación del sistema D&D 3.5 , pero en general recibió críticas mixtas debido a errores en el juego y la falta de una trama. Con un 71% en Metacritic, fue el juego de Troika con la calificación más baja . Vendió unas 128,000 copias.
El otro equipo trabajó para Activision en Vampire: The Masquerade - Bloodlines. Utilizando una versión anterior del motor Source, el desarrollo finalizó en octubre de 2004. Debido a obligaciones contractuales con Valve, a Activision no se le permitió lanzar el juego antes de que Valve lanzara Half-Life 2, programado para su lanzamiento en noviembre del 2004. Troika Games utilizó el período intermedio para codificar un parche en el programa principal. Bloodlines fue lanzado el 16 de noviembre de 2004 (el mismo día que Half-Life 2). Los críticos elogiaron la imagen, el audio y la historia de Bloodlines, pero advirtieron sobre un juego plagado de errores. Obtuvo una calificación del 80% en Metacritic y vendió solo 72,000 unidades durante su lanzamiento. Con la incorporación del juego a los distribuidores digitales Direct2Drive y Steam en 2016, se vendió digitalmente un número significativo de copias. Por ejemplo, en marzo del 2017 se estimo que aproximadamente 550,000 personas poseen el juego en Steam
En 2004, Troika intentó encontrar un editor para un videojuego de rol post-apocalíptico sin nombre, pero no tuvo éxito, lo que generó rumores que en enero del 2005 la empresa ya había cerrado Imágenes del juego sin nombre se publicaron en los sitios de fanes de Fallout "No Mutants Allowed" y "Duck and Cover" en el 2004. Un video de la demostración fue lanzado a principios de 2005, semanas antes del cierre. Tim Cain confirmó más tarde que se suponía que era una secuela de Fallout: "Leonard persiguió Fallout 3, que finalmente fue a Bethesda, quien nos superó en la oferta."

### Lista de juegos
| Año  | Título                                    | Distribuidor   | Plataforma           |
| ---- | ----------------------------------------- | -------------- | -------------------- |
| 2001 | Arcanum: of Steamworks and Magick Obscura | Sierra On-line | Windows de Microsoft |
| 2003 | The Temple of elemental Evil              | Atari          | Windows de Microsoft |
| 2004 | Vampire: The Masquerade – Bloodlines      | Activision     | Windows de Microsoft |